# اصول شهوانیت
اصول شهوانیت (به انگلیسی: Principles of Lust)، آهنگی خلق‌شده به وسیلهٔ پروژهٔ موسیقی انیگما و محصول سال ۱۹۹۱ می‌باشد. این تک‌آهنگ سومین از چهار تک‌آهنگ آلبوم نخست این پروژه، MCMXC aD بود. به طرز گیج‌کننده‌ای، نسخهٔ تک‌آهنگی «Principles of Lust»، در حقیقت ترانهٔ «Find Love»، قسمت دوم از نسخهٔ آلبومی «Principles of Lust» می‌باشد، که شامل Sadeness به عنوان بخش اول و هم‌چنین بخش آخر این ترانهٔ سه قسمتی است. تصویر روی جلد این ترانه، شامل جزئی از نقاشی ونوس، کوپید، حماقت و زمان اثر آنگلو برونزینو می‌باشد.

## فهرست آهنگ‌ها
- سی دی تک‌آهنگی 4 ترانه‌ای برای UK

1. نسخهٔ «Radio Edit» - مدت: 3:25
2. نسخهٔ «Omen Mix» - مدت: 5:52
3. نسخهٔ «Jazz Mix» - مدت: 3:06
4. «Sadeness (نسخهٔ radio edit)» - مدت: 4:17

- سی دی تک‌آهنگی 4 ترانه‌ای برای ایالات متحدهٔ آمریکا

1. نسخهٔ «Radio Edit» - مدت: 3:25
2. نسخهٔ «Everlasting Lust Mix» - مدت: 5:25
3. نسخهٔ «Album Version» - مدت: 4:20
4. نسخهٔ «Jazz Mix» - مدت: 3:06

- سی دی تک‌آهنگی 4 ترانه‌ای برای ژاپن

1. نسخهٔ «Radio Edit» - مدت: 3:25
2. نسخهٔ «Everlasting Lust Mix» - مدت: 5:25
3. نسخهٔ «The Omen Mix» - مدت: 5:52
4. «Sadeness (نسخهٔ Meditation Mix)» - مدت: 3:04